# Йоханнес Лосіус
Йоханнес Лосіус (нім. Johannes Lossius; 1842—1882) — естонський бібліотекар та історик.

## Біографія
Народився 7 січня 1842 року у сім'ї пастора Едуарда Фрідріха Лосіуса (1811—1870).
У 1861—1868 роках вивчав в Імператорський Дерптський університет, спочатку медицину, але натхненний лекціями Шіррен, змінив свою спеціалізацію на історію. Потім викладав у Домській школі. З 1871 року працював у бібліотеці Дерптського університету; спочатку помічником бібліотекаря, потім бібліотекарем.
Відомий, головним чином, тим, що підготував видання (1875) останньої частини «Історії [Ліфляндія|Ліфляндії]]» [Кельх, Християн|Християна Кельха]], що охоплювала 1690—1707 рр.. і що залишалася після смерті Кельха у рукописі. Лоссіус також опублікував книгу «Документи графів Делагарді у Дерптській університетській бібліотеці» (нім. Die Urkunden der Grafen de Lagardie in der Universitätsbibliothek zu Dorpat; 1882). Також він досліджував великий приватний архів Ікскюлі в замку Фікель, написавши в 3-х частинах «Drei Bilder aus dem livländischen Adelsleben des 16. Jahrhunderts» (Leipzig, 1875—1878); третина про фельдмаршала Отто Ікскюля залишилася незавершеною.
Помер у Дерпті 14 лютого 1882 року.